# Ciclomaltodestrina glucanotransferasi
La ciclomaltodestrina glucanotransferasi è un enzima appartenente alla classe delle transferasi, che catalizza la seguente reazione:
Ciclizza parte della catena di 1,4-α-D-glucano mediante formazione di un legame glucosidico 1,4-α-D
Le ciclomaltodestrine (destrine di Schardinger) di varie dimensioni (6,7,8, etc. unità di glucosio) sono generate reversibilmente dall'amido e substrati simili. Inoltre renderebbe non proporzionate le maltodestrine lineari senza la ciclizzazione. (cf.la 4-alfa-glucanotransferasi, numero EC 2.4.1.25).